# Guido Baccelli
Guido Baccelli (Roma, 25 novembre 1830 – Roma, 10 gennaio 1916) è stato un medico e politico italiano.
Fu sette volte ministro della pubblica istruzione e una volta ministro dell'agricoltura, dell'industria e del commercio.

## Biografia

### Famiglia e formazione
Guido Baccelli nacque a Roma il 25 novembre 1830 da Antonio, discendente di una nobile famiglia fiorentina e chirurgo di notevole fama, e da Adelaide Leonori. Svolse i suoi primi studi presso il Collegio Ghislieri in Via Giulia. All'inizio del 1848 tentò di arruolarsi in un corpo di volontari per la guerra d'indipendenza, ma il rettore del collegio glielo impedì; il 30 aprile 1849, sfuggito alla sorveglianza degli istitutori, passò qualche ora sulle barricate che difendevano la Repubblica romana dall'assalto delle truppe francesi, ma quando alla sera, rientrato a casa, il padre lo vide "con le mani affumicate e il sentore della polvere" gli vietò di continuare e lo relegò nella casa di famiglia a San Vito Romano. Iscrittosi alla facoltà di medicina dell'Università "La Sapienza" (allora università pontificia), tra il 1852 e il 1853 ottenne la doppia laurea in medicina e in chirurgia. Allievo di Benedetto Viale Prelà, Baccelli ricordò sempre il suo maestro come colui grazie al quale, a partire dal 1852, nell'ateneo 
(Guido Baccelli)

### Medico e docente universitario
Fin dal 1856 fu supplente della cattedra di medicina politico-legale. Nel 1862 sostituì Benedetto Viale-Prelà nella cattedra di clinica medica e nella direzione della clinica omonima che aveva sede, a quel tempo, presso l'Arcispedale di Santo Spirito in Saxia: ricoprirà entrambi questi ruoli per oltre cinquant'anni, fino alla morte. Il suo rigore intellettuale e la sua efficacia didattica riceveranno numerose e autorevoli testimonianze.
Il grande clinico Augusto Murri, che fu aiuto di Baccelli nella Clinica medica di Roma a partire dal 1870, ricordava di lui nel 1888:
(Augusto Murri)
Il non meno celebre malariologo Ettore Marchiafava nel 1928 ricorderà:
(Ettore Marchiafava)

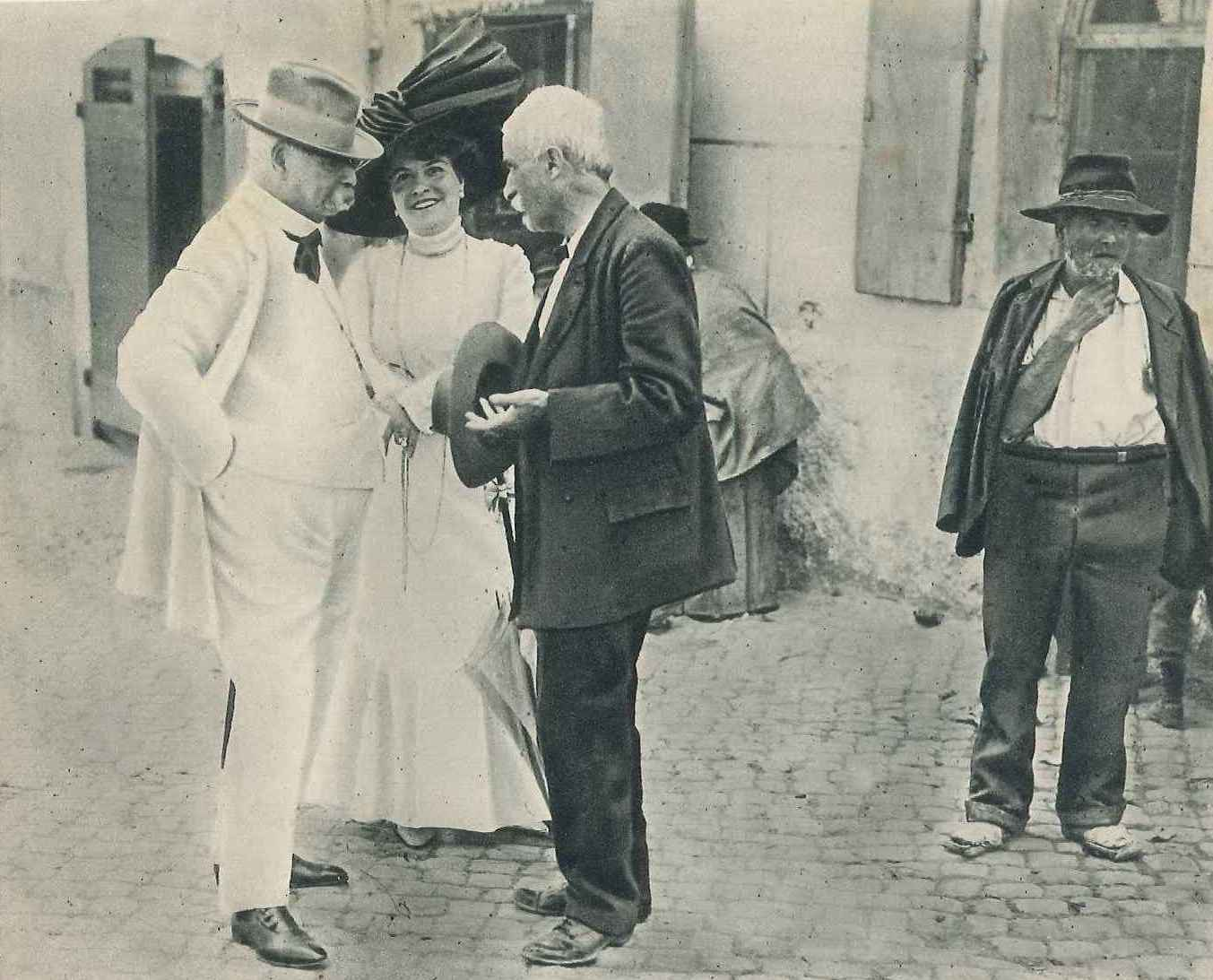
Guido Baccelli (assieme alla nipote Elena) viene consultato da un contadino per strada

Nella pratica medica, Baccelli fu tra i primissimi in Italia a fare un uso sistematico dello stetoscopio, al punto da essere talvolta additato come "il medico che visita gli ammalati con la tromba" (lo stetoscopio monaurale di quell'epoca aveva la forma di una piccola tromba).
Il suo paziente più celebre fu sicuramente Vittorio Emanuele II, re d'Italia, che Baccelli assistette durante l'ultima fatale malattia broncopolmonare. In quella occasione Baccelli sperimentò sul sovrano l'uso terapeutico dell'ossigeno, allora una cura del tutto pionieristica, che causò quel temporaneo miglioramento della respirazione che consentì al re di svolgere alcuni atti necessari alla successione e di riconciliarsi in extremis con la Chiesa cattolica ottenendo gli ultimi sacramenti. Fu in quella circostanza che iniziò una profonda e duratura amicizia tra Guido Baccelli e il nuovo re, Umberto I.

#### Principali contributi scientifici

##### Semeiotica e cardiologia
Baccelli diede un grande impulso all'indagine semeiotica addominale e toracica. In particolare, i suoi studi sulle patologie cardiache e sui grossi vasi, culminati nella pubblicazione dell'opera in tre volumi Patologia del cuore e dell'aorta (Roma, 1863-1866), gli permisero di individuare numerosi nuovi sintomi e quadri morbosi. "Egli legò il suo nome al fenomeno della pettiroloquia afona nei versamenti pleurici (1876), illustrò il sintomo della diplofonia nei casi di caverne comunicanti, (…) individualizzò clinicamente la angina abdominis". Alcuni autori fanno risalire a proprio a Guido Baccelli la nota pratica diagnostica che consiste nel far dire al paziente la parola "trentatré" per provocare delle vibrazioni che favoriscono l'indagine dello stato dei polmoni. Tale pratica ricevette gli elogi del noto medico tedesco Hermann von Helmholtz.

##### La lotta alla malaria

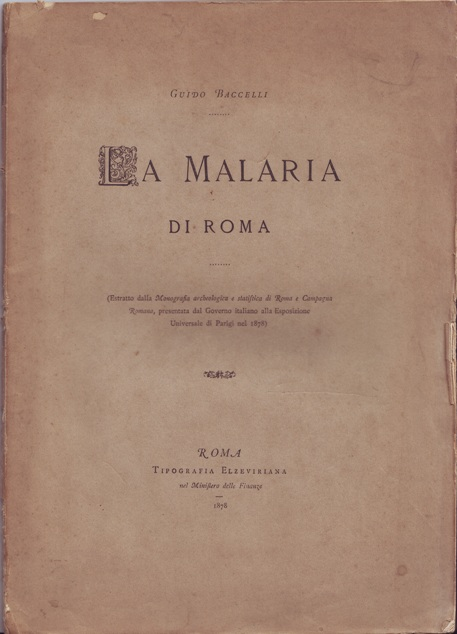
Guido Baccelli, La malaria di Roma (1878)

Baccelli fu uno dei protagonisti in Italia della lotta contro la malaria: dirigendo la clinica dell'Ospedale di Santo Spirito dove venivano abitualmente ricoverati "i febbricitanti maschi" provenienti dall'Agro romano e dalle zone limitrofe, passava sotto i suoi occhi un enorme numero di malati di malaria rendendogli familiari "tutte le svariatissime forme cliniche della malattia". A motivo di questa grande esperienza, Baccelli venne incaricato dal Governo italiano di scrivere una relazione sulla malaria da presentarsi, assieme ad altri contributi, all'Esposizione universale di Parigi del 1878: il suo saggio "La malaria di Roma" (1878) è tanto più significativo in quanto fotografa le conoscenze più aggiornate sulla malaria proprio alla vigilia delle straordinarie scoperte che ne cambieranno completamente la fisionomia nei vent'anni successivi. In seguito, Baccelli accoglierà nelle corsie di Santo Spirito i due futuri Premi Nobel Alphonse Laveran (nel 1882) e Camillo Golgi (nel 1893), che cercavano e trovarono conferme alle loro teorie sulla genesi e sull'evoluzione della malaria tanto nella Campagna romana quanto in quell'ospedale, in cui per la prima volta nel '600 era stata usata la corteccia della china contro le febbri malariche. Quello stesso ospedale sarà testimone di altri decisivi esperimenti da parte di Angelo Celli e Ettore Marchiafava e, a fine secolo, di Giovan Battista Grassi, Amico Bignami e Giuseppe Bastianelli, tutte figure più o meno direttamente legate a Baccelli, anche se non sempre d'accordo con lui per quanto riguardava la natura di questa malattia e i modi più adeguati per combatterla. Il più grande limite di Baccelli - dal punto di vista dell'eziopatogenesi della malaria - sarà quello di resistere, praticamente fino alla fine della sua vita, all'idea dell'"esclusivismo anofelico", ovvero alla concezione che fosse solo la zanzara anofele il vettore dell'infezione. E così, mentre Angelo Celli, convinto 'anofelista', si faceva promotore delle leggi per rendere accessibile a tutti il chinino, Baccelli convinto che la diffusione della malaria fosse legata più al permanere di ampie zone paludose e malsane in ampie aree dell'Italia che non alla presenza in esse delle zanzare anofeli, si impegnò, come uomo politico e ministro, a promuovere decisamente fin dal 1878 l'approvazione di leggi per la bonifica, non solo idraulica, ma anche agraria e socio-educativa, dell'Agro romano e poi via via di altre zone italiane, dando così un significativo contributo alla riduzione dell'incidenza di questa grave malattia.

##### I 'medicamenti eroici' e la terapia per via endovenosa
Dal punto di vista terapeutico, Guido Baccelli prediligeva i "medicamenti eroici", ovvero quelli da destinarsi a casi particolarmente gravi o apparentemente senza speranza. Baccelli fu, in particolare, un pioniere dell'uso terapeutico delle iniezioni endovenose (“Aprire la via delle vene ai medicamenti eroici”) che applicò, per esempio, con successo in alcuni casi, che fino a quel tempo apparivano disperati, di perniciosa malarica, una forma particolarmente grave della malattia che portava spesso alla morte in poche ore. Le sue iniezioni intravenose di idroclorato di chinina che, a partire dal 1889, gli permisero di ottenere alcune guarigioni clamorose dalla malaria perniciosa gli valsero, durante il Congresso medico internazionale di Berlino del 1890, un celebre commento del grande patologo tedesco Rudolph Virchow: "Ciò che Lister fece per la superficie del corpo, Baccelli ha fatto per la crasi del sangue". Eppure già nel 1907 Laveran, pur elogiando ancora il metodo di Baccelli, dirà di preferirgli ormai il metodo ipodermico in quanto altrettanto rapido e sicuramente più semplice per introdurre "i sali di chinino nel circolo generale". Nel frattempo, però, il metodo delle iniezioni endovenose di Baccelli aveva salvato molte vite, compresa quella del giovane Enrico Novelli, che sarebbe diventato il celebre scrittore e fumettista "Yambo".

### La carriera politica

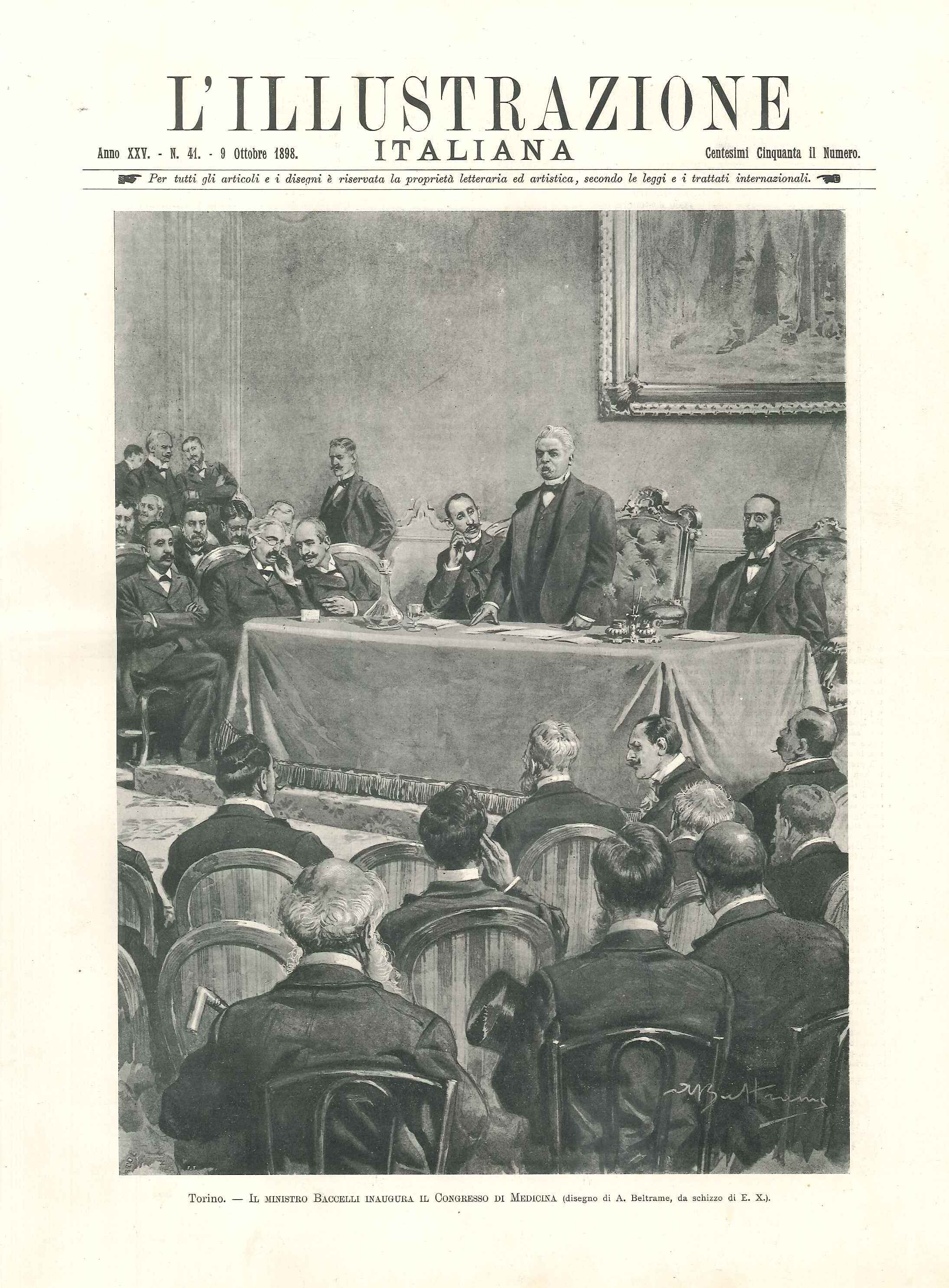
Il Ministro Baccelli inaugura il Congresso di Medicina di Torino nel 1898

Dopo la presa di Roma nel 1870, nell'ottobre del 1871 Baccelli prestò – assieme ad altri 21 professori de La Sapienza (su un totale di 36) - il giuramento di fedeltà al re e alle leggi del nuovo Stato unitario italiano, richiesto per essere confermato negli incarichi d'insegnamento. Poi, benché osteggiato da alcuni che lo ritenevano clericale e lo accusavano di non aver dato, negli anni precedenti, sufficienti prove di sentimenti liberali e patriottici, Baccelli iniziò una folgorante carriera politica che lo portò ad essere, a cavallo tra ‘800 e ‘900, uno degli uomini di Stato più influenti in Italia. Nel 1872 venne nominato Presidente del Consiglio superiore di sanità mantenendo questo ruolo fino al 1877 e poi, di nuovo, dal 1887 al 1915, per un totale di oltre trent'anni (caso unico nella storia italiana).Esponente della Sinistra storica, fu eletto per la prima volta alla Camera nel 1874, assieme a Giuseppe Garibaldi di cui divenne amico e collaboratore in alcune battaglie parlamentari. Nel 1875 entrò a far parte anche del Consiglio comunale di Roma, dove siederà fino al 1913.
Tra il 1881 e il 1890 fu per ben sette volte ministro della pubblica istruzione, nel terzo Governo Cairoli, nel quarto e quinto Governo Depretis, nel terzo e quarto Governo Crispi, nel primo e nel secondo Governo Pelloux. Fu anche ministro dell'agricoltura, dell'industria e del commercio tra il 1901 e il 1903 durante il governo Zanardelli.
Nel 1895 predispose nuovi programmi scolastici, aggiungendo suggerimenti molto dettagliati per ogni singola materia di studio, istituendo nozioni di lavori manuali, agricoli e "donneschi", allargando anche lo spazio dell'educazione religiosa a scapito della formazione scientifica. L'insegnamento della storia doveva tendere inoltre all'educazione morale e patriottica degli alunni. Innalzò inoltre il grado inferiore della scuola elementare a 3 anni, mentre quello superiore restava di 2 anni.
Sempre in qualità di ministro della pubblica istruzione promosse a Roma la realizzazione del Policlinico Umberto I e della Galleria nazionale d'arte moderna e contemporanea e si dedicò a dare impulso agli scavi archeologici di Pompei e a quelli delle terme di Caracalla.

### I grandi progetti per Roma Capitale
Baccelli, umanista e appassionato di antichità classica, fu uno dei grandi teorizzatori della nuova capitale dello Stato unitario come Terza Roma, alla ricerca di una nuova grandezza dopo quelle ottenute dalla Roma antica e dalla Roma dei Papi. Metterà in gioco, quindi, tutta la sua influenza e il suo peso politico (che si avvertono anche dalla sua frequente presenza nella satira politica dell'epoca) per realizzare alcuni ambiziosi progetti che rilanciassero la grandezza dell'Urbe.

#### Il Pantheon
Appena divenuto per la prima volta ministro della pubblica istruzione (1881), Baccelli, approfittando del fatto che a quel tempo da tale dicastero dipendeva la Direzione generale delle antichità e belle arti, promosse una importante campagna di restauri del Pantheon, volti a riportare tale monumento al suo antico splendore. Baccelli fece isolare il monumento dagli edifici che nel corso del tempo lo avevano un po' soffocato, fece abbattere i due discussi campanili (le "orecchie d'asino" come le definiva il popolino romano) costruiti nel '600 da Gian Lorenzo Bernini e, nonostante il parere contrario del grande storico Theodor Mommsen, fece collocare sul frontale del tempio restaurato delle lettere di bronzo uguali a quelle che vi apparivano nell'antichità per ricordare l'opera di Agrippa: M.AGRIPPA.L.F.COS.TERTIVM.FECIT (Marco Agrippa, figlio di Lucio, console per la terza volta, edificò).

#### La passeggiata archeologica

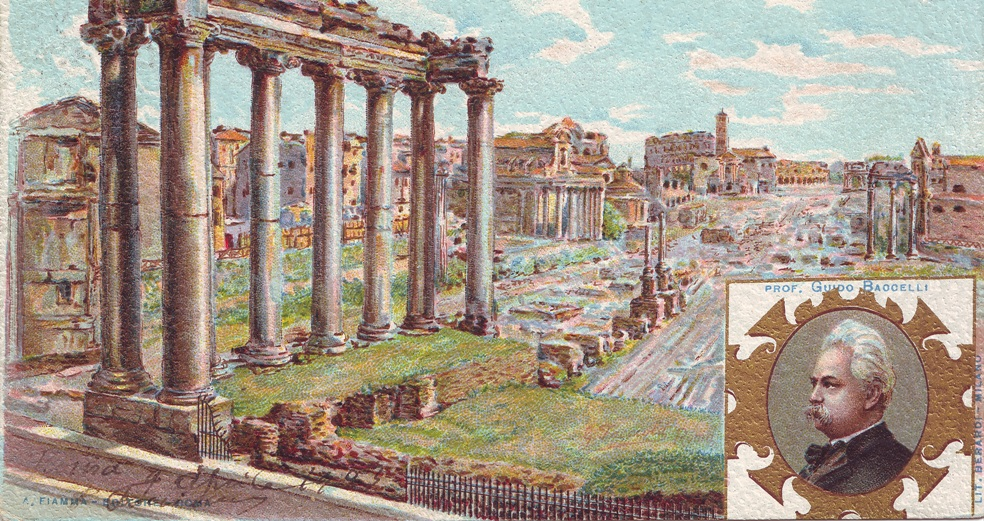
Cartolina di inizio Novecento che celebra l'opera di Baccelli a favore della valorizzazione della zona archeologica di Roma

Ma i restauri del Pantheon furono solo il preludio al più grande progetto di Baccelli in ambito storico e archeologico: quello della valorizzazione urbanistica della zona monumentale antica di Roma, ancora oggi conosciuta come la "Passeggiata archeologica". Già durante i suoi secondo e terzo ministero, tra il 1882 e il 1884, Baccelli aveva promosso un'importante campagna di scavi e di risistemazione del Foro Romano. Il principale risultato degli scavi archeologici di quegli anni fu la scoperta della casa delle Vestali, esplorata nel 1882/3 sotto la direzione di Rodolfo Lanciani. Ma è verso la metà degli anni Ottanta che prende corpo il grandioso progetto di Baccelli per una completa tutela urbanistica e valorizzazione artistico-culturale dell'ampia zona monumentale che comprende luoghi affascinanti e simbolici come il Foro Romano, il Palatino, il Colosseo e le terme di Caracalla. Lo sviluppo edilizio, spesso selvaggio e incontrollato, che caratterizzò i primi anni di vita della nuova capitale italiana rischiava di aggravare ulteriormente il degrado e la progressiva cancellazione di una delle zone più cariche di storia del mondo intero. Fu con questa preoccupazione che nel 1887 Baccelli presentò in Parlamento un "Piano per la sistemazione della zona monumentale riservata di Roma" che divenne legge in pochi mesi. La legge vincolava a parco archeologico un'area vastissima (il Foro Romano e la piccola parte dei Fori Imperiali allora scavata, il Colosseo, le terme di Traiano, parti di Celio, Palatino, Foro Boario, Circo Massimo, Aventino, Terme di Caracalla, via Appia fino alle mura Aureliane); i lavori avrebbero dovuto compiersi in dieci anni attraverso espropri concertati tra il Comune di Roma e il Ministero della pubblica istruzione. La battaglia di Baccelli era destinata a durare ben più a lungo. Il grandioso progetto fu più volte rivisto e ridimensionato nel corso dei decenni successivi, ma alla fine la battaglia di fu sostanzialmente vinta la realizzazione di quel progetto è oggi il fulcro di ogni visita turistica di Roma.

#### La Galleria Nazionale d'Arte Moderna
Per Baccelli non solo l'arte antica e l'archeologia ma anche l'arte contemporanea doveva essere valorizzata come causa ed effetto della rinascita nazionale, e così iniziò a concepire l'idea di una grande collezione artistica nazionale dedicata alla modernità, ove il nuovo Stato potesse raccogliere "lavori eccellenti in pittura, scultura, disegno ed incisione, senza distinzione di genere o di maniera (…) di artisti viventi". Due decreti ministeriali del 1881 e 1883 precisarono le caratteristiche del progetto e diedero il via alle acquisizioni, anche se la futura Galleria Nazionale d'Arte Moderna fu destinata ancora per parecchi anni a restare senza una sede adeguata e definitiva ancora. L'inaugurazione della nuova raccolta avvenne nel 1885 negli angusti spazi messi a disposizione dall'amministrazione capitolina nel Palazzo delle Esposizioni da poco inaugurato in via Nazionale. La sede definitiva per il museo fu finalmente individuata nel Palazzo delle Belle Arti costruito nel 1911 a Valle Giulia, in occasione delle esposizioni nazionali tenutesi a Torino, Firenze e Roma per celebrare il cinquantenario dell'Unità d'Italia. In tale sede, nel 1915 furono trasferite e ordinate le collezioni della Galleria Nazionale d'Arte Moderna che da allora hanno continuato a crescere facendo di questa istituzione la più importante raccolta italiana della produzione artistica dell'Ottocento e Novecento. Un busto in bronzo di Guido Baccelli, eseguito dallo scultore romano Giulio Tadolini nel 1895, ricorda l'ispiratore e il primo tenace promotore della Galleria.

#### Il Policlinico "Umberto I"
Baccelli, che aveva una conoscenza diretta dei limiti strutturali insormontabili di edifici storici come l'Ospedale di Santo Spirito in Saxia, fu tra i primi a concepire e a sostenere il grande progetto di dotare Roma di un nuovo e moderno ospedale universitario, in grado di rispondere alle nuove esigenze scientifiche, assistenziali e didattiche che stavano emergendo in quei decenni rivoluzionari per la medicina e per l'assistenza sanitaria. Fin dalla sua prima elezione come deputato in Parlamento, nel 1874, il futuro Policlinico sarà costantemente al centro della sua azione politica. Con la sua nomina a ministro, nel 1881, il progetto ricevette una decisiva accelerazione: Baccelli istituì e presiedette una commissione di illustri clinici con lo scopo di esaminare e risolvere i problemi inerenti alla costruzione del nuovo ospedale e ottenne i primi finanziamenti statali per il progetto con la legge 209/1881. Il progetto del nuovo ospedale fu affidato all'architetto Giulio Podesti nel 1883 anche se poi, a causa di alcune incertezze sull'ubicazione definitiva, solo verso la fine del 1888 Podesti poté elaborare e far approvare il progetto esecutivo. Si trattava di una struttura a padiglioni collegati tra loro da tipiche gallerie a due piani, secondo quanto autorevolmente auspicato, tra gli altri, da Florence Nightingale, allo scopo di favorire l'igiene, la lotta alle infezioni ospedaliere e la specializzazione della cura. Il 19 gennaio 1888, in una solenne cerimonia alla presenza del re Umberto I e della regina Margherita fu collocata la prima pietra del nuovo Policlinico. Il re, come riporta la cronaca del British Medical Journal, aveva detto al suo amico Baccelli che "per quanto gratificante fosse quell'occasione, per lui sarebbe stato un giorno più felice quello in cui, a edificio completato, avrebbe potuto visitare in esso i malati". Il re, al quale fin da quel tempo il nuovo ospedale era stato intitolato, non avrebbe mai avuto quella possibilità poiché fu assassinato nel 1900. I lavori di costruzione andarono a rilento e, anche se a partire dal 1893 una nuova rivista fondata da Guido Baccelli e dal chirurgo Francesco Durante intitolata appunto "Il Policlinico"  tenne viva la fiamma dell'opera, il Policlinico Umberto I fu ultimato nel 1902, per essere poi inaugurato ufficialmente nel 1904.

### Vita privata

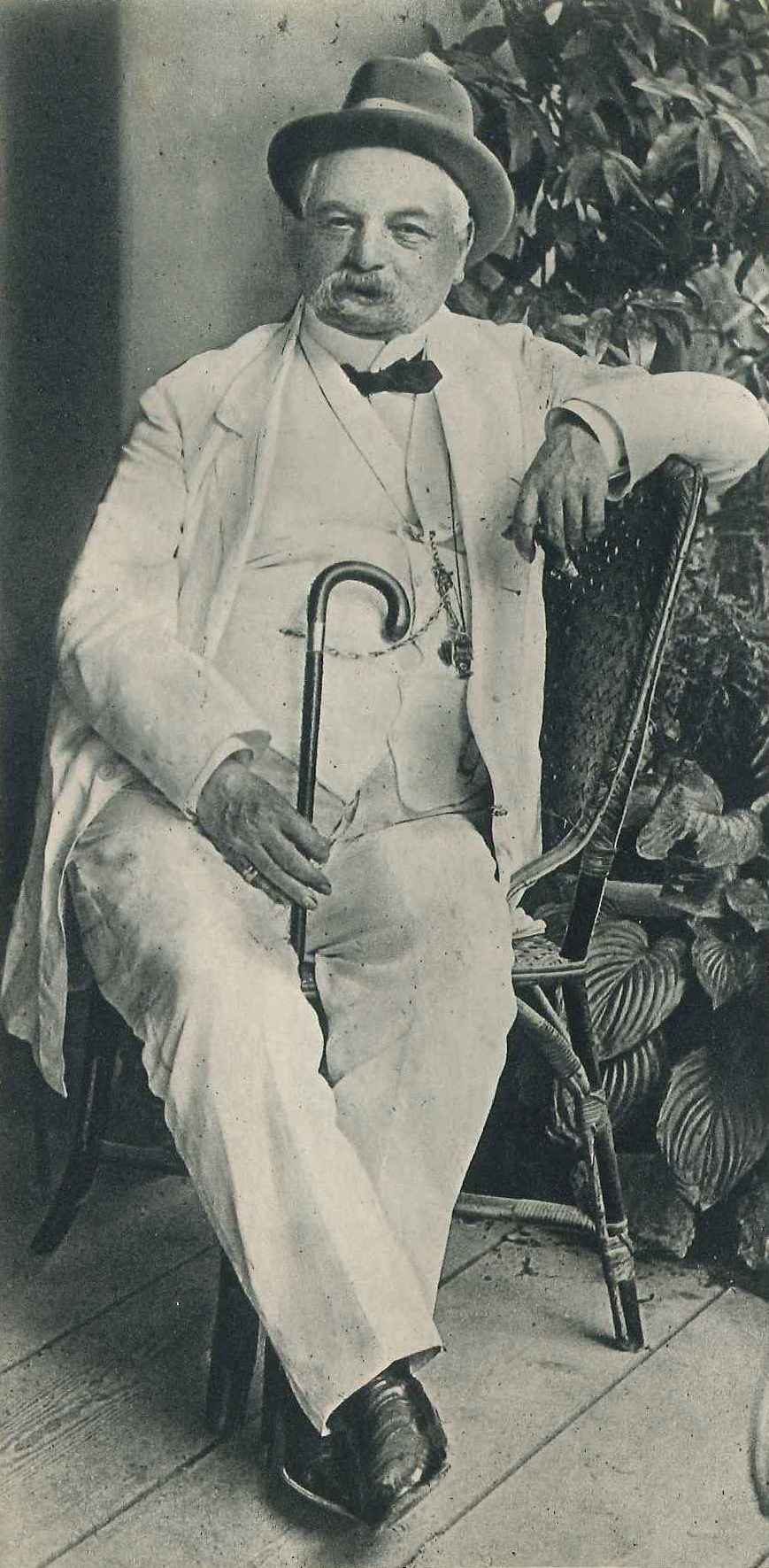
Guido Baccelli a Montecatini

Sposatosi nel 1862 con la nobildonna Amalia de' Marchesi dei Cinque, ne ebbe, il 10 settembre 1863, l'unico figlio Alfredo che diventerà a sua volta avvocato, scrittore, uomo politico e ministro. In quello stesso 1863, in maggio, era morta la madre Adelaide. Nel 1911 muore la moglie Amalia; negli anni seguenti Baccelli si legò sentimentalmente alla nobildonna Eleonora Lorillard Cenci, principessa di Vicovaro, che aveva salvato giovane dalla morte, e la seguì in lunghi soggiorni all'estero, tra Parigi e Lucerna, rientrando sempre più raramente in Italia, come nel 1912 per alcune lezioni di clinica e nel 1913 per le elezioni politiche.
Nel 1915, nonostante le ormai precarie condizioni di salute, essendo interventista, volle partecipare alla storica seduta parlamentare del 20 maggio durante la quale furono attribuiti i pieni poteri al ministro degli esteri Antonio Salandra, in vista della guerra imminente; quando entrò in aula sostenuto dal figlio Alfredo fu accolto da un applauso scrosciante (come era avvenuto poco prima per Gabriele D'Annunzio); fu la sua ultima seduta parlamentare. Nei mesi successivi, in qualità di medico consulente del Corpo d'Armata, si aggirò spesso tra le corsie del Policlinico per curare e confortare i feriti che cominciavano ad affluirvi sempre più numerosi. A fine dicembre, tuttavia, con un banale raffeddore cominciò la malattia che lo avrebbe portato alla morte, per "sincope cardiaca", il 10 gennaio 1916. A padre Giovan Battista Vitale, che lo confortò negli ultimi giorni, disse di "voler morire da cristiano e da cattolico come era stato educato e come era vissuto".

## Scritti principali
- Ascoltazione e percussione nella Scuola romana, Roma, Dalla Tipografia Forense, 1857, pp. 10
- Patologia del cuore e dell'aorta, Roma, Dallo Stabilimento Tipografico, 1863-1866, 3 voll.
- La Malaria di Roma, estratto dalla Monografia della Città di Roma e della Campagna Romana, Roma, Tipografia Elzeviriana, 1878, pp. 51
- La via delle vene aperta ai medicamenti eroici, Roma, Tip. Nazionale Ditta G. Bertero e C., 1907, pp. 66

## Monumenti e ricordi

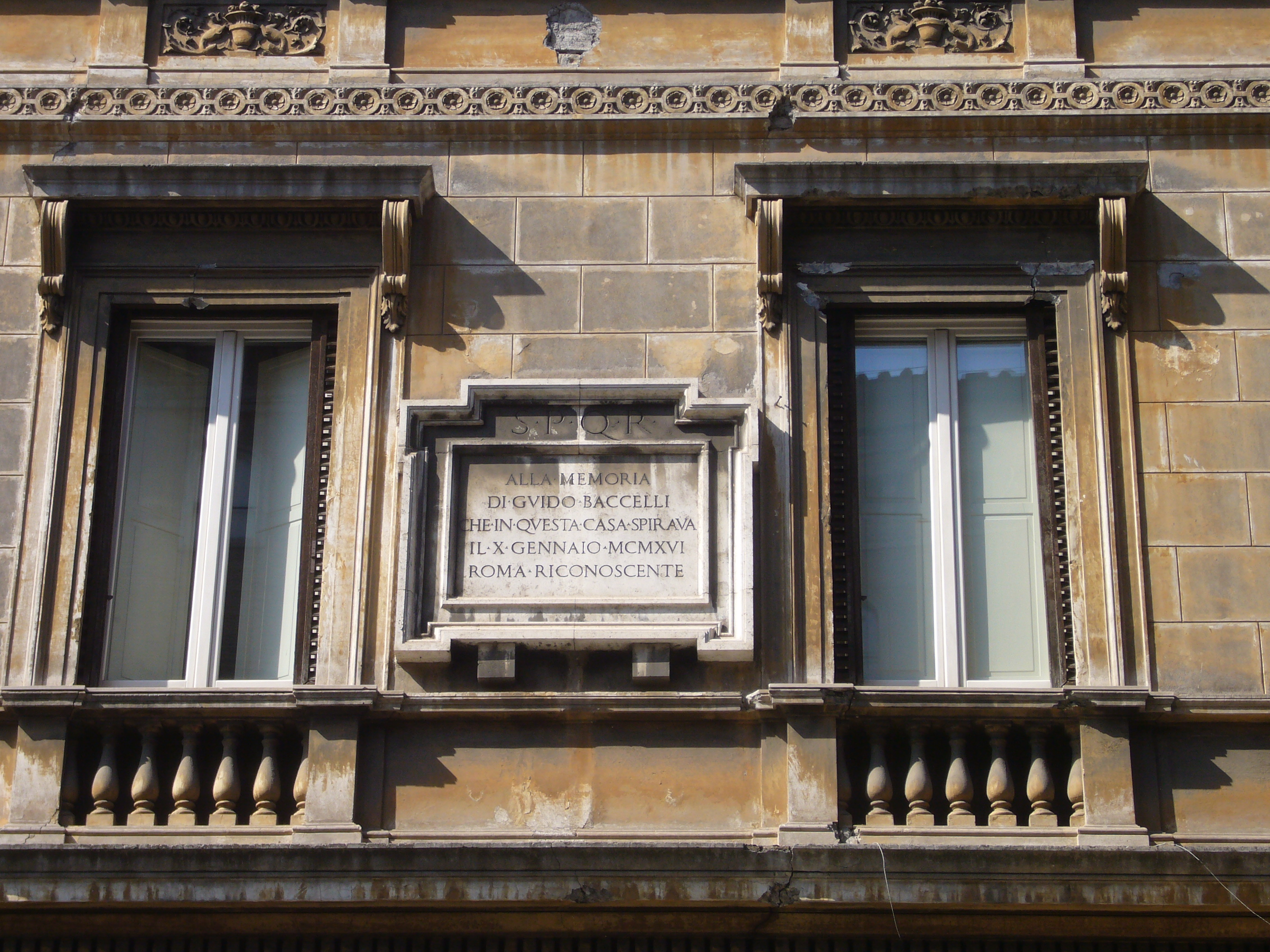
Memoria di Guido Baccelli sulla sua ultima casa a corso Vittorio

- A Roma gli sono intitolati: il viale che costeggia le Terme di Caracalla, una targa sulla sua ultima casa in corso Vittorio (di fronte al Palazzo della Cancelleria),[52] un monumento in Piazza Salerno.[53] All'interno del Policlinico Umberto I, gli è dedicata una targa alla base della torre del fumaiolo.[54] Infine, nell'Ospedale San Camillo è presente un padiglione Baccelli.
- A Chianciano Terme e Montecatini Terme un viale.
- A Civitavecchia il lungo centrale viale alberato a platani.
- Anche all'Ospedale Santa Maria Maddalena di Volterra è presente un edificio denominato Baccelli.